# Grand Chelem (golf)
Pour les articles homonymes, voir Grand Chelem.
Le Grand Chelem de golf n'est pas un concept officiel, car il a changé au cours des années. Dans l'ère moderne, le Grand Chelem est réalisé lorsqu'un golfeur remporte les quatre titres majeurs du golf au cours d'une même année. Avant la création du Masters d'Augusta, les deux championnats amateurs étaient considérés comme des tournois majeurs à côté des deux tournois open et un seul golfeur, Bobby Jones a réussi à réaliser un Grand Chelem en les remportant. Aucun golfeur n'a réussi le Grand Chelem dans l'ère moderne, Tiger Woods a réussi à remporter les quatre de suite mais sur deux années différentes. On parle de Tigerslam (Grand Chelem de Tiger).
Le terme fait également référence à un tournoi, le PGA Grand Slam of Golf, qui réunissait en fin d'année, jusqu'en 2015, les quatre vainqueurs des tournois majeurs.
D'autre part, The Players Championship, tournoi régulier du PGA Tour, est considéré « officieusement » par tous les joueurs professionnels comme le 5e tournoi majeur de la saison. Il est organisé chaque année mi-mars, sur le parcours du TPC Sawgrass, à Ponte Vedra Beach en Floride (États-Unis) et il a une dotation au même niveau que les quatre tournois majeurs.
Traditionnellement, les quatre tournois majeurs se déroulent toujours aux mêmes dates dans l'année :
1. The Masters se dispute le weekend incluant le deuxième dimanche d'avril — c'est un tournoi sur invitation qui a lieu tous les ans à Augusta, dans l'État de Georgie aux États-Unis,
2. Le Championnat de la PGA (US PGA) se dispute à la mi-mai depuis 2019 (anciennement en août), 1 mois environ avant l'US Open — tournoi organisé tous les ans sur différents parcours des États-Unis.
3. L'Open Américain (US Open) se dispute le weekend incluant le troisième dimanche de juin — tournoi organisé tous les ans sur différents parcours des États-Unis,
4. L'Open Britannique (The Open) se dispute le weekend incluant le troisième vendredi de juillet — tournoi organisé tous les ans sur un parcours côtier du Royaume-Uni,

Le terme « Grand Chelem » est apparu pour la première fois en 1930, lorsque Bobby Jones réussit à remporter les quatre tournois majeurs de l'époque sur l'année : l'Open britannique, l'Open américain, le Championnat de golf amateur des États-Unis et le Championnat de golf amateur de Grande-Bretagne. Bobby Jones reste le seul à avoir réussi le Grand Chelem, avant la création du Masters et l'entrée du professionnalisme dans le golf.
La définition moderne commence en 1934, quand le Masters est fondé. Le seul golfeur à s'être approché du Grand Chelem est Ben Hogan en 1953, quand après avoir remporté le Masters, l'Open américain et l'Open britannique, il ne put compléter ce Grand Chelem au championnat de la PGA. En effet le faible écart de temps entre l'Open britannique et le championnat de la PGA et la longueur des voyages transatlantiques de l'époque ont rendu la conquête du Grand Chelem impossible. Hogan est le seul golfeur à avoir remporté le Masters, l'Open américain et l'Open britannique la même année.
Tiger Woods n'a pas été loin non plus de réaliser un Grand Chelem moderne en réalisant un Grand Chelem sur deux années et en devenant le premier golfeur à détenir les quatre titres majeurs en même temps : Open américain, Open britannique, Championnat de la PGA en 2000 et Masters en 2001.
Seuls 6 golfeurs ont remporté les quatre titres au cours de leur carrière (dans l'ère moderne), ce qu'on peut appeler un Grand Chelem de carrière : Gene Sarazen, Ben Hogan, Gary Player, Jack Nicklaus, Tiger Woods, et enfin, Rory McIlroy en 2025. Nicklaus et Woods ont remporté au moins trois fois chacun des majeurs.

## Vainqueur des Grands Chelems de golf
| Année | The Masters               | Championnat de la PGA (US PGA) | Open Américain (US Open) | Open Britannique (The Open) |
| ----- | ------------------------- | ------------------------------ | ------------------------ | --------------------------- |
| 2025  | Rory McIlroy (5/5)        | Scottie Scheffler (3/4)        | J.J. Spaun               | Scottie Scheffler (4/4)     |
| 2024  | Scottie Scheffler (2/4)   | Xander Schauffele (1/2)        | Bryson DeChambeau (2/2)  | Xander Schauffele (2/2)     |
| 2023  | Jon Rahm (2/2)            | Brooks Koepka (5/5)            | Wyndham Clark            | Brian Harman                |
| 2022  | Scottie Scheffler (1/4)   | Justin Thomas (2/2)            | Matthew Fitzpatrick      | Cameron Smith               |
| 2021  | Hideki Matsuyama          | Phil Mickelson (6/6)           | Jon Rahm (1/2)           | Collin Morikawa (2/2)       |
| 2020  | Dustin Johnson (2/2)      | Collin Morikawa (1/2)          | Bryson DeChambeau (1/2)  | non organisé*               |
| 2019  | Tiger Woods (15/15)       | Brooks Koepka (4/5)            | Gary Woodland            | Shane Lowry                 |
| 2018  | Patrick Reed              | Brooks Koepka (2/5)            | Brooks Koepka (3/5)      | Francesco Molinari          |
| 2017  | Sergio Garcia             | Justin Thomas (1/2)            | Brooks Koepka (1/5)      | Jordan Spieth (3/3)         |
| 2016  | Danny Willett             | Jimmy Walker                   | Dustin Johnson (1/2)     | Henrik Stenson              |
| 2015  | Jordan Spieth (1/3)       | Jason Day                      | Jordan Spieth (2/3)      | Zach Johnson (2/2)          |
| 2014  | Bubba Watson (2/2)        | Rory McIlroy (4/5)             | Martin Kaymer (2/2)      | Rory McIlroy (3/5)          |
| 2013  | Adam Scott                | Jason Dufner                   | Justin Rose              | Phil Mickelson (5/6)        |
| 2012  | Bubba Watson (1/2)        | Rory McIlroy (2/5)             | Webb Simpson             | Ernie Els (4/4)             |
| 2011  | Charl Schwartzel          | Keegan Bradley                 | Rory McIlroy (1/5)       | Darren Clarke               |
| 2010  | Phil Mickelson (4/6)      | Martin Kaymer (1/2)            | Graeme McDowell          | Louis Oosthuizen            |
| 2009  | Ángel Cabrera (2/2)       | Yong-Eun Yang                  | Lucas Glover             | Stewart Cink                |
| 2008  | Trevor Immelman           | Padraig Harrington (3/3)       | Tiger Woods (14/15)      | Padraig Harrington (2/3)    |
| 2007  | Zach Johnson (1/2)        | Tiger Woods (13/15)            | Ángel Cabrera (1/2)      | Padraig Harrington (1/3)    |
| 2006  | Phil Mickelson (3/6)      | Tiger Woods (12/15)            | Geoff Ogilvy             | Tiger Woods (11/15)         |
| 2005  | Tiger Woods (9/15)        | Phil Mickelson (2/6)           | Michael Campbell         | Tiger Woods (10/15)         |
| 2004  | Phil Mickelson (1/6)      | Vijay Singh (3/3)              | Retief Goosen (2/2)      | Todd Hamilton               |
| 2003  | Mike Weir                 | Shaun Micheel                  | Jim Furyk                | Ben Curtis                  |
| 2002  | Tiger Woods (7/15)        | Rich Beem                      | Tiger Woods (8/15)       | Ernie Els (3/4)             |
| 2001  | Tiger Woods (6/15)        | David Toms                     | Retief Goosen (1/2)      | David Duval                 |
| 2000  | Vijay Singh (2/3)         | Tiger Woods (5/15)             | Tiger Woods (3/15)       | Tiger Woods (4/15)          |
| 1999  | José Maria Olazábal (2/2) | Tiger Woods (2/15)             | Payne Stewart (3/3)      | Paul Lawrie                 |
| 1998  | Mark O'Meara (1/2)        | Vijay Singh (1/3)              | Lee Janzen (2/2)         | Mark O'Meara (2/2)          |
| 1997  | Tiger Woods(1/15)         | Davis Love III                 | Ernie Els (2/4)          | Justin Leonard              |
| 1996  | Nick Faldo (6/6)          | Mark Brooks                    | Steve Jones              | Tom Lehman                  |
| 1995  | Ben Crenshaw (2/2)        | Steve Elkington                | Corey Pavin              | John Daly (2/2)             |
| 1994  | José Maria Olazábal (1/2) | Nick Price (3/3)               | Ernie Els (1/4)          | Nick Price (2/3)            |
| 1993  | Bernhard Langer (2/2)     | Paul Azinger                   | Lee Janzen (1/2)         | Greg Norman (2/2)           |
| 1992  | Fred Couples              | Nick Price (1/3)               | Tom Kite                 | Nick Faldo (5/6)            |
| 1991  | Ian Woosnam               | John Daly (1/2)                | Payne Stewart (2/3)      | Ian Baker-Finch             |
| 1990  | Nick Faldo (3/6)          | Wayne Grady                    | Hale Irwin               | Nick Faldo (4/6)            |
| 1989  | Nick Faldo (2/6)          | Payne Stewart (1/3)            | Curtis Strange (2/2)     | Mark Calcavecchia           |
| 1988  | Sandy Lyle (2/2)          | Jeff Sluman                    | Curtis Strange (1/2)     | Seve Ballesteros (5/5)      |
| 1987  | Larry Mize                | Larry Nelson (3/3)             | Scott Simpson            | Nick Faldo (1/6)            |
| 1986  | Jack Nicklaus (18/18)     | Bob Tway                       | Ray Floyd (4/4)          | Greg Norman (1/2)           |
| 1985  | Bernhard Langer (1/2)     | Hubert Green (2/2)             | Andy North (2/2)         | Sandy Lyle (1/2)            |
| 1984  | Ben Crenshaw (1/2)        | Lee Trevino (6/6)              | Fuzzy Zoeller (2/2)      | Seve Ballesteros (4/5)      |
| 1983  | Seve Ballesteros (3/5)    | Hal Sutton                     | Larry Nelson (2/3)       | Tom Watson (8/8)            |
| 1982  | Craig Stadler             | Ray Floyd (3/4)                | Tom Watson (6/8)         | Tom Watson (7/8)            |
| 1981  | Tom Watson (5/8)          | Larry Nelson (1/3)             | David Graham (2/2)       | Bill Rogers                 |
| 1980  | Seve Ballesteros (2/5)    | Jack Nicklaus (17/18)          | Jack Nicklaus (16/18)    | Tom Watson (4/8)            |
| 1979  | Fuzzy Zoeller (1/2)       | David Graham (1/2)             | Hale Irwin (2/2)         | Seve Ballesteros (1/5)      |
| 1978  | Gary Player (9/9)         | John Mahaffey                  | Andy North (1/2)         | Jack Nicklaus (15/18)       |
| 1977  | Tom Watson (2/8)          | Lanny Wadkins                  | Hubert Green (1/2)       | Tom Watson (3/8)            |
| 1976  | Ray Floyd (2/4)           | Dave Stockton (2/2)            | Jerry Pate               | Johnny Miller (1/2)         |
| 1975  | Jack Nicklaus (13/18)     | Jack Nicklaus (14/18)          | Lou Graham               | Tom Watson (1/8)            |
| 1974  | Gary Player (7/9)         | Lee Trevino (5/6)              | Hale Irwin (1/2)         | Gary Player (8/9)           |
| 1973  | Tommy Aaron               | Jack Nicklaus (12/18)          | Johnny Miller (1/2)      | Tom Weiskopf                |
| 1972  | Jack Nicklaus (10/18)     | Gary Player (6/9)              | Jack Nicklaus (11/18)    | Lee Trevino (4/6)           |
| 1971  | Charles Coody             | Jack Nicklaus (9/18)           | Lee Trevino (2/6)        | Lee Trevino (3/6)           |
| 1970  | Billy Casper (3/3)        | Dave Stockton (1/2)            | Tony Jacklin (2/2)       | Jack Nicklaus (8/18)        |
| 1969  | George Archer             | Ray Floyd (1/4)                | Orville Moody            | Tony Jacklin (1/2)          |
| 1968  | Bob Goalby                | Julius Boros (3/3)             | Lee Trevino (1/6)        | Gary Player (5/9)           |
| 1967  | Gay Brewer                | Don January                    | Jack Nicklaus (7/18)     | Roberto DeVicenzo           |
| 1966  | Jack Nicklaus (5/18)      | Al Geiberger                   | Billy Casper (2/3)       | Jack Nicklaus (6/18)        |
| 1965  | Jack Nicklaus (4/18)      | Dave Marr                      | Gary Player (4/9)        | Peter Thomson (5/5)         |
| 1964  | Arnold Palmer (7/7)       | Bobby Nichols                  | Ken Venturi              | Tony Lema                   |
| 1963  | Jack Nicklaus (2/18)      | Jack Nicklaus (3/18)           | Julius Boros (2/3)       | Bob Charles                 |
| 1962  | Arnold Palmer (5/7)       | Gary Player (3/9)              | Jack Nicklaus (1/18)     | Arnold Palmer (6/7)         |
| 1961  | Gary Player (2/9)         | Jerry Barber                   | Gene Littler             | Arnold Palmer (4/7)         |
| 1960  | Arnold Palmer (2/7)       | Jay Hebert                     | Arnold Palmer (3/7)      | Kel Nagle                   |
| 1959  | Art Wall Jr.              | Bob Rosburg                    | Billy Casper (1/3)       | Gary Player (1/9)           |
| 1958  | Arnold Palmer (1/7)       | Dow Finsterwald                | Tommy Bolt               | Peter Thomson (4/5)         |
| 1957  | Doug Ford (2/2)           | Lionel Hebert                  | Dick Mayer               | Bobby Locke (4/4)           |
| 1956  | Jack Burke (1/2)          | Jack Burke (2/2)               | Cary Middlecoff (3/3)    | Peter Thomson (3/5)         |
| 1955  | Cary Middlecoff (2/3)     | Doug Ford (1/2)                | Jack Fleck               | Peter Thomson (2/5)         |
| 1954  | Sam Snead (7/7)           | Chick Harbert                  | Ed Furgol                | Peter Thomson (1/5)         |
| 1953  | Ben Hogan (7/9)           | Walter Burkemo                 | Ben Hogan (8/9)          | Ben Hogan (9/9)             |
| 1952  | Sam Snead (6/7)           | Jim Turnesa                    | Julius Boros (1/3)       | Bobby Locke (3/4)           |
| 1951  | Ben Hogan (5/9)           | Sam Snead (5/7)                | Ben Hogan (6/9)          | Max Faulkner                |
| 1950  | Jimmy Demaret (3/3)       | Chandler Harper                | Ben Hogan (4/9)          | Bobby Locke (2/4)           |
| 1949  | Sam Snead (3/7)           | Sam Snead (4/7)                | Cary Middlecoff (1/3)    | Bobby Locke (1/4)           |
| 1948  | Claude Harmon             | Ben Hogan (3/9)                | Ben Hogan (2/9)          | Henry Cotton (3/3)          |
| 1947  | Jimmy Demaret (2/3)       | Jim Ferrier                    | Lew Worsham              | Fred Daly                   |
| 1946  | Herman Keiser             | Ben Hogan (1/9)                | Lloyd Mangrum            | Sam Snead (2/7)             |
| 1945  | non organisé**            | Byron Nelson (5/5)             | non organisé**           | non organisé**              |
| 1944  | non organisé**            | Bob Hamilton                   | non organisé**           | non organisé**              |
| 1943  | non organisé**            | non organisé**                 | non organisé**           | non organisé**              |
| 1942  | Byron Nelson (4/5)        | Sam Snead (1/7)                | non organisé**           | non organisé**              |
| 1941  | Craig Wood (1/2)          | Vic Ghezzi                     | Craig Wood (2/2)         | non organisé**              |
| 1940  | Jimmy Demaret (1/3)       | Byron Nelson (3/5)             | Lawson Little            | non organisé**              |
| 1939  | Ralph Guldahl (3/3)       | Henry Picard (2/2)             | Byron Nelson (2/5)       | Richard Burton              |
| 1938  | Henry Picard (1/2)        | Paul Runyan (2/2)              | Ralph Guldahl (2/3)      | Reg Whitcombe               |
| 1937  | Byron Nelson (1/5)        | Denny Shute (3/3)              | Ralph Guldahl (1/3)      | Henry Cotton (2/3)          |
| 1936  | Horton Smith (2/2)        | Denny Shute (2/3)              | Tony Manero              | Alf Padgham                 |
| 1935  | Gene Sarazen (7/7)        | Johnny Revolta                 | Sam Parks, Jr            | Alf Perry                   |
| 1934  | Horton Smith (1/2)        | Paul Runyan (1/2)              | Olin Dutra (2/2)         | Henry Cotton (1/3)          |
| 1933  | N/A                       | Gene Sarazen (6/7)             | Johnny Goodman (en)      | Denny Shute (1/3)           |
| 1932  | N/A                       | Olin Dutra (1/2)               | Gene Sarazen (4/7)       | Gene Sarazen (5/7)          |
| 1931  | N/A                       | Tom Creavy                     | Billy Burke              | Tommy Armour (3/3)          |
| 1930  | N/A                       | Tommy Armour (2/3)             | Bobby Jones (6/7)        | Bobby Jones (7/7)           |
| 1929  | N/A                       | Leo Diegel (2/2)               | Bobby Jones (5/7)        | Walter Hagen (11/11)        |
| 1928  | N/A                       | Leo Diegel (1/2)               | Johnny Farrel            | Walter Hagen (10/11)        |
| 1927  | N/A                       | Walter Hagen (9/11)            | Tommy Armour (1/3)       | Bobby Jones (4/7)           |
| 1926  | N/A                       | Walter Hagen (8/11)            | Bobby Jones (2/7)        | Bobby Jones (3/7)           |
| 1925  | N/A                       | Walter Hagen (7/11)            | Willie Macfarlane        | Jim Barnes (4/4)            |
| 1924  | N/A                       | Walter Hagen (6/11)            | Cyril Walker             | Walter Hagen(5/11)          |
| 1923  | N/A                       | Gene Sarazen (3/7)             | Bobby Jones (1/7)        | Arthur Havers               |
| 1922  | N/A                       | Gene Sarazen (2/7)             | Gene Sarazen (1/7)       | Walter Hagen (4/11)         |
| 1921  | N/A                       | Walter Hagen (3/11)            | Jim Barnes (3/4)         | Jock Hutchison (2/2)        |
| 1920  | N/A                       | Jock Hutchison (1/2)           | Ted Ray (2/2)            | George Duncan               |
| 1919  | N/A                       | Jim Barnes (2/4)               | Walter Hagen (2/11)      | non organisé***             |
| 1918  | N/A                       | non organisé***                | non organisé***          | non organisé***             |
| 1917  | N/A                       | non organisé***                | non organisé***          | non organisé***             |
| 1916  | N/A                       | Jim Barnes (1/4)               | Chick Evans              | non organisé***             |
| 1915  | N/A                       | N/A                            | Jerome Travers           | non organisé***             |
| 1914  | N/A                       | N/A                            | Walter Hagen (1/11)      | Harry Vardon (7/7)          |
| 1913  | N/A                       | N/A                            | Francis Ouimet           | John Henry Taylor (5/5)     |
| 1912  | N/A                       | N/A                            | John McDermott (2/2)     | Ted Ray (1/2)               |
| 1911  | N/A                       | N/A                            | John McDermott (1/2)     | Harry Vardon (6/7)          |
| 1910  | N/A                       | N/A                            | Alex Smith (en) (2/2)    | James Braid (5/5)           |
| 1909  | N/A                       | N/A                            | George Sargent           | John Henry Taylor (4/5)     |
| 1908  | N/A                       | N/A                            | Fred McLeod              | James Braid (4/5)           |
| 1907  | N/A                       | N/A                            | Alec Ross                | Arnaud Massy                |
| 1906  | N/A                       | N/A                            | Alex Smith (en) (1/2)    | James Braid (3/5)           |
| 1905  | N/A                       | N/A                            | Willie Anderson (4/4)    | James Braid (2/5)           |
| 1904  | N/A                       | N/A                            | Willie Anderson (3/4)    | Jack White                  |
| 1903  | N/A                       | N/A                            | Willie Anderson (2/4)    | Harry Vardon (5/7)          |
| 1902  | N/A                       | N/A                            | Laurie Auchterlonie      | Sam Herd                    |
| 1901  | N/A                       | N/A                            | Willie Anderson (1/4)    | James Braid (1/5)           |
| 1900  | N/A                       | N/A                            | Harry Vardon (4/7)       | John Henry Taylor (3/5)     |
| 1899  | N/A                       | N/A                            | Willie Smith             | Harry Vardon (3/7)          |
| 1898  | N/A                       | N/A                            | Fred Herd                | Harry Vardon (2/7)          |
| 1897  | N/A                       | N/A                            | Joe Lloyd                | Harold Hilton (2/2)         |
| 1896  | N/A                       | N/A                            | James Foulis             | Harry Vardon (1/7)          |
| 1895  | N/A                       | N/A                            | Horace Rawlins           | John Henry Taylor (2/5)     |
| 1894  | N/A                       | N/A                            | N/A                      | John Henry Taylor (1/5)     |
| 1893  | N/A                       | N/A                            | N/A                      | Willie Auchterlonie         |
| 1892  | N/A                       | N/A                            | N/A                      | Harold Hilton (1/2)         |
| 1891  | N/A                       | N/A                            | N/A                      | Hugh Kirkaldy               |
| 1890  | N/A                       | N/A                            | N/A                      | John Ball                   |
| 1889  | N/A                       | N/A                            | N/A                      | Willie Park Jr (2/2)        |
| 1888  | N/A                       | N/A                            | N/A                      | Jack Burns (en)             |
| 1887  | N/A                       | N/A                            | N/A                      | Willie Park Jr (1/2)        |
| 1886  | N/A                       | N/A                            | N/A                      | David Brown (en)            |
| 1885  | N/A                       | N/A                            | N/A                      | Bob Martin (en) (2/2)       |
| 1884  | N/A                       | N/A                            | N/A                      | Jack Simpson                |
| 1883  | N/A                       | N/A                            | N/A                      | Willie Fernie (en)          |
| 1882  | N/A                       | N/A                            | N/A                      | Bob Ferguson (en) (3/3)     |
| 1881  | N/A                       | N/A                            | N/A                      | Bob Ferguson (en) (2/3)     |
| 1880  | N/A                       | N/A                            | N/A                      | Bob Ferguson (en) (1/3)     |
| 1879  | N/A                       | N/A                            | N/A                      | Jamie Anderson (3/3)        |
| 1878  | N/A                       | N/A                            | N/A                      | Jamie Anderson (2/3)        |
| 1877  | N/A                       | N/A                            | N/A                      | Jamie Anderson (1/3)        |
| 1876  | N/A                       | N/A                            | N/A                      | Bob Martin (en) (1/2)       |
| 1875  | N/A                       | N/A                            | N/A                      | Willie Park Sr (4/4)        |
| 1874  | N/A                       | N/A                            | N/A                      | Mingo Park                  |
| 1873  | N/A                       | N/A                            | N/A                      | Tom Kidd                    |
| 1872  | N/A                       | N/A                            | N/A                      | Tommy Morris Jr (4/4)       |
| 1871  | N/A                       | N/A                            | N/A                      | non organisé                |
| 1870  | N/A                       | N/A                            | N/A                      | Tommy Morris Jr (3/4)       |
| 1869  | N/A                       | N/A                            | N/A                      | Tommy Morris Jr (2/4)       |
| 1868  | N/A                       | N/A                            | N/A                      | Tommy Morris Jr (1/4)       |
| 1867  | N/A                       | N/A                            | N/A                      | Tom Morris Sr (4/4)         |
| 1866  | N/A                       | N/A                            | N/A                      | Willie Park Sr (3/4)        |
| 1865  | N/A                       | N/A                            | N/A                      | Andrew Strath               |
| 1864  | N/A                       | N/A                            | N/A                      | Tom Morris Sr (3/4)         |
| 1863  | N/A                       | N/A                            | N/A                      | Willie Park Sr (2/4)        |
| 1862  | N/A                       | N/A                            | N/A                      | Tom Morris Sr (2/4)         |
| 1861  | N/A                       | N/A                            | N/A                      | Tom Morris Sr (1/4)         |
| 1860  | N/A                       | N/A                            | N/A                      | Willie Park Sr (1/4)        |

* pandémie de Covid-19
** Deuxième Guerre mondiale
*** Première Guerre mondiale

## Plus grand nombre de victoires en Grand Chelem de golf
mise à jour à la suite de la victoire de Koepka à l'US PGA 2023
en gras, les joueurs en activité sur les circuits principaux
| Nom du joueur     | Nbre de victoires | The Masters | US PGA | US Open | British Open | Grand Chelem de carrière * | Ecart entre les titres |
| ----------------- | ----------------- | ----------- | ------ | ------- | ------------ | -------------------------- | ---------------------- |
| Jack Nicklaus     | 18                | 6           | 5      | 4       | 3            | oui                        | 1962-1986              |
| Tiger Woods       | 15                | 5           | 4      | 3       | 3            | oui                        | 1997-2019              |
| Walter Hagen      | 11                | 0           | 5      | 2       | 4            | -                          | 1914-1929              |
| Ben Hogan         | 9                 | 2           | 2      | 4       | 1            | oui                        | 1946-1953              |
| Gary Player       | 9                 | 3           | 2      | 1       | 3            | oui                        | 1959-1978              |
| Tom Watson        | 8                 | 2           | 0      | 1       | 5            | -                          | 1975-1983              |
| Arnold Palmer     | 7                 | 4           | 0      | 1       | 2            | -                          | 1958-1964              |
| Sam Snead         | 7                 | 3           | 3      | 0       | 1            | -                          | 1942-1954              |
| Bobby Jones       | 7                 | 0           | 0      | 4       | 3            | -                          | 1923-1930              |
| Gene Sarazen      | 7                 | 1           | 3      | 2       | 1            | oui                        | 1922-1935              |
| Harry Vardon      | 7                 | 0           | 0      | 1       | 6            | -                          | 1896-1914              |
| Nick Faldo        | 6                 | 3           | 0      | 0       | 3            | -                          | 1987-1996              |
| Lee Trevino       | 6                 | 0           | 2      | 2       | 2            | -                          | 1968-1984              |
| Phil Mickelson    | 6                 | 3           | 2      | 0       | 1            | -                          | 2004-2021              |
| Brooks Koepka     | 5                 | 0           | 3      | 2       | 0            | -                          | 2017-2023              |
| Seve Ballesteros  | 5                 | 2           | 0      | 0       | 3            | -                          | 1979-1988              |
| Peter Thomson     | 5                 | 0           | 0      | 0       | 5            | -                          | 1954-1965              |
| Byron Nelson      | 5                 | 2           | 2      | 1       | 0            | -                          | 1937-1945              |
| James Braid       | 5                 | 0           | 0      | 0       | 5            | -                          | 1901-1910              |
| John Henry Taylor | 5                 | 0           | 0      | 0       | 5            | -                          | 1894-1913              |
| Rory McIlroy      | 5                 | 1           | 2      | 1       | 1            | oui                        | 2011-2025              |
| Scottie Scheffler | 4                 | 2           | 1      | 0       | 1            | -                          | 2022-2025              |
| Ernie Els         | 4                 | 0           | 0      | 2       | 2            | -                          | 1994-2012              |
| Ray Floyd         | 4                 | 1           | 2      | 1       | 0            | -                          | 1969-1986              |
| Bobby Locke       | 4                 | 0           | 0      | 0       | 4            | -                          | 1949-1957              |
| Jim Barnes        | 4                 | 0           | 2      | 1       | 1            | -                          | 1916-1925              |
| Willie Anderson   | 4                 | 0           | 0      | 4       | 0            | -                          | 1901-1905              |
| Willie Park Sr    | 4                 | 0           | 0      | 0       | 4            | -                          | 1860-1875              |
| Tommy Morris Jr   | 4                 | 0           | 0      | 0       | 4            | -                          | 1868-1872              |
| Tom Morris Sr     | 4                 | 0           | 0      | 0       | 4            | -                          | 1861-1867              |

*Le Grand Chelem de carrière, à savoir l'obtention des 4 tournois, quelle que soit l'année. Seuls Ben Hogan (1953) et Tiger Woods (2000) ont réussi à remporter trois des quatre levées la même année. Tiger Woods a même réussi le tour de force de remporter les quatre Grands Chelems consécutivement à cheval sur deux années.

## Par Nation
mise à jour à la suite de la victoire de Harman à The Open 2023
| Pays             | Total | Nombre de joueurs | Première victoire | Dernière victoire  |
| ---------------- | ----- | ----------------- | ----------------- | ------------------ |
| Etats-Unis       | 285   | 139               | 1909              | 2023 (The Open)    |
| Ecosse           | 56    | 33                | 1860              | 1999 (The Open)    |
| Angleterre       | 43    | 20                | 1890              | 2022 (US Open)     |
| Afrique du Sud   | 22    | 7                 | 1949              | 2012 (The Open)    |
| Australie        | 18    | 12                | 1947              | 2022 (The Open)    |
| Espagne          | 10    | 4                 | 1979              | 2023 (Masters)     |
| Irlande du Nord  | 7     | 3                 | 2010              | 2025 (The Masters) |
| Allemagne        | 4     | 2                 | 1985              | 2014 (US Open)     |
| Irlande          | 4     | 2                 | 2007              | 2019 (The Open)    |
| Argentine        | 3     | 2                 | 1967              | 2009 (Masters)     |
| Zimbabwe         | 3     | 1                 | 1992              | 1994 (US PGA)      |
| Fidji            | 3     | 1                 | 1998              | 2004 (US PGA)      |
| Nouvelle-Zélande | 2     | 2                 | 1963              | 2005 (US Open)     |
| France           | 1     | 1                 | 1907              | 1907 (The Open)    |
| Pays de Galles   | 1     | 1                 | 1991              | 1991 (Masters)     |
| Canada           | 1     | 1                 | 2003              | 2003 (Masters)     |
| Corée du Sud     | 1     | 1                 | 2009              | 2009 (US PGA)      |
| Suède            | 1     | 1                 | 2016              | 2016 (The Open)    |
| Italie           | 1     | 1                 | 2018              | 2018 (The Open)    |
| Japon            | 1     | 1                 | 2021              | 2021 (Masters)     |

Le Royaume-Uni dans son ensemble (Ecosse, Angleterre, Irlande du Nord et Pays de Galles) a obtenu 102 titres.
A noter que depuis l'apparition des 4 Grands Chelems dans leur forme actuelle (1934), les Etats-Unis ont systématiquement remporté au minimum un Grand Chelem par an sauf durant l'année 1994 où les joueurs américains feront chou blanc.

## Les Français en Grand Chelem

### Au Masters
Seulement 12 français ont participé à The Masters depuis sa création en 1934.
2024 : Matthieu Pavon 12e
2020 : Victor Perez, 3e français à franchir le cut dès sa première participation
2016 : première fois que deux français participent la même année ; Romain Langasque (39e dont 68 le dernier jour) et Victor Dubuisson (42e, 3eparticipation un record)
2005 : nouveau meilleur classement final pour un français, Thomas Levet (13e avec une carte de 68 le 3e jour)
2000 : premier français à franchir le cut et nouveau meilleur classement final (19e), Jean Van de Velde
1983 : premier français en tête du leaderboard, Philippe Ploujoux, après 4 trous le premier jour
1982 : premier amateur, Philippe Ploujoux
1966 : premier français à 2 participations, Jean Garaialde1958 : Henri de Lamaze (Jour 1 : 84 ; Jour 2 : 81)
1952 : premier français, Albert Pelissier (Jour 1 : 78 ; Jour 2 : 80)

#### Tableau récapitulatif
| Nom               | Nombre de participations | Nombre de cuts franchis | Année(s)         | Meilleur classement |
| ----------------- | ------------------------ | ----------------------- | ---------------- | ------------------- |
| Victor Dubuisson  | 3                        | 1                       | 2014, 2015, 2016 | 42e                 |
| Matthieu Pavon    | 2                        | 1                       | 2024, 2025       | 12e                 |
| Thomas Levet      | 2                        | 1                       | 2002, 2005       | 13e                 |
| Victor Perez      | 2                        | 1                       | 2020, 2021       | 47e                 |
| Philippe Ploujoux | 2                        | 0                       | 1982, 1983       | -                   |
| Jean Garaialde    | 2                        | 0                       | 1964, 1966       | -                   |
| Jean Van de Velde | 1                        | 1                       | 2000             | 19e                 |
| Romain Langasque  | 1                        | 1                       | 2016             | 39e                 |
| Grégory Havret    | 1                        | 0                       | 2011             | -                   |
| Julien Guerrier   | 1                        | 0                       | 2007             | -                   |
| Henri de Lamaze   | 1                        | 0                       | 1958             | -                   |
| Albert Pelissier  | 1                        | 0                       | 1952             | -                   |

### Au British Open
2025 : Adrien Saddier (52e), Antoine Rozner (59e), Romain Langasque (61e), Julien Guerrier, Matthieu Pavon et Martin Couvra (cut)
2024 : Matthieu Pavon (50e), Victor Perez (cut), Romain Langasque (abandon)
2023 : Antoine Rozner (20e), Romain Langasque (33e), Victor Pérez (41e)
2022 : Victor Pérez (34e)
2021 : Benjamin Hébert (33e), Antoine Rozner (59e), Victor Pérez, Mike Lorenzo-Véra et Romain Langasque (cut)
2020 : tournoi annulé
2019 : Benjamin Hébert (41e), Romain Langasque (63e), Alexander Levy et Mike Lorenzo-Véra (cut)
2018 : Alexander Levy (cut)
2017 : Mike Lorenzo-Véra (62e), Alexander Lévy et Matthieu Pavon (cut)
2016 : Victor Dubuisson et Clément Sordet (cut)
2015 : Romain Langasque (65e), Victor Dubuisson, Alexander Lévy, Raphaël Jacquelin et Romain Wattel (cut)
2014 : Victor Dubuisson (9e), Grégory Bourdy (47e), Victor Riu (cut)
2013 : Grégory Bourdy (64e)
2012 : Raphaël Jacquelin et Grégory Havret (cut)
à compléter

#### Tableau récapitulatif depuis 2012
| Nom               | Nombre de participations | Nombre de cuts franchis | Année(s)                           | Meilleur classement |
| ----------------- | ------------------------ | ----------------------- | ---------------------------------- | ------------------- |
| Romain Langasque  | 6                        | 3                       | 2015, 2019, 2021, 2023, 2024, 2025 | 33e                 |
| Victor Pérez      | 4                        | 2                       | 2021, 2022, 2023, 2024             | 34e                 |
| Alexander Lévy    | 4                        | 0                       | 2015, 2017, 2018, 2019             | -                   |
| Antoine Rozner    | 3                        | 3                       | 2021, 2023, 2025                   | 20e                 |
| Victor Dubuisson  | 3                        | 1                       | 2014, 2015, 2016                   | 9e                  |
| Matthieu Pavon    | 3                        | 1                       | 2017, 2024, 2025                   | 50e                 |
| Mike Lorenzo-Véra | 3                        | 1                       | 2017, 2019, 2021                   | 62e                 |
| Benjamin Hébert   | 2                        | 2                       | 2019, 2021                         | 33e                 |
| Grégory Bourdy    | 2                        | 2                       | 2013, 2014                         | 47e                 |
| Raphaël Jacquelin | 2                        | 0                       | 2012, 2015                         | -                   |
| Adrien Saddier    | 1                        | 1                       | 2025                               | 52e                 |
| Grégory Havret    | 1                        | 0                       | 2012                               | -                   |
| Victor Riu        | 1                        | 0                       | 2014                               | -                   |
| Romain Wattel     | 1                        | 0                       | 2015                               | -                   |
| Clément Sordet    | 1                        | 0                       | 2016                               | -                   |
| Julien Guerrier   | 1                        | 0                       | 2025                               | -                   |
| Martin Couvra     | 1                        | 0                       | 2025                               | -                   |

### A l'US PGA[1]
2023 : Pérez (12e)
2021 : Pérez, Rozner (cut)
2020 : Pérez (22e), Lorenzo-Vera (43e), Hébert (cut)
2019 : Lorenzo-Vera (16e)
2018 : Lorenzo-Vera (65e), Lévy (cut)
2017 : Lévy (cut)
2016 : Bourdy (18e), Dubuisson (cut)
2015 : Dubuisson (18e)
2014 : Dubuisson (7e)*, Lévy (30e)
2011 : Bourdy, Jacquelin (cut)
2010 : Bourdy (58e), Jacquelin (cut)
2009 : Levet (51e) 
2007 : Havret, Jacquelin (cut)
2005 : Levet, Remésy (cut)
2004 : Remésy (17e), Levet, Jacquelin (cut)
2002 : Levet (71e)
2000 : Van de Velde (30e)
1999 : Van de Velde (26e)
à compléter